# 愛の惑星
『愛の惑星』（あいのわくせい）は、日本のミュージシャン櫻井敦司の1枚目のスタジオ・アルバムである。2004年6月23日発売。発売元はビクターエンタテインメント。

## 概要
- 純粋なソロ作品というよりは、独自のカラーを持ったミュージシャンとのコラボレーション集成といった趣が強い。元コクトー・ツインズのロビン・ガスリー、元ミッションおよび元シスターズ・オブ・マーシーのウェイン・ハッセー、ジム・フィータス、ピッグ（レイモンド・ワッツ）などゴシック・ロックやインダストリアルの著名ミュージシャンの起用が目立つが、反面国内ミュージシャンの顔ぶれはバラエティに富んだ音楽性となっている。
- 現在に至るまで唯一のソロアルバムである。
- 2024年3月7日に2023年最新リマスター盤が発売された。[1][2]。

## 収録曲
1. SACRIFICE (Last Confused Mix)[4:28]
作詞：櫻井敦司、作曲・編曲：Wayne Hussey(The Mission, ex.The Sisters Of Mercy)
2. YELLOW PIG[5:49]
作詞：櫻井敦司、作曲・編曲：Raymond Watts
3. X-LOVER[4:05]
作詞：櫻井敦司、作曲：Bryan Black、編曲：XLOVER (Bryan Black aka Haloblack, Black Asteroid)
4. I HATE YOU ALL[3:29]
作詞：櫻井敦司、作曲・編曲：J. G. Thirlwell aka Foetus
5. WONDERFUL WORLD (Injection to UK mix)[4:26]
作詞：櫻井敦司、作曲：須藤寿、編曲：髭(HiGE)
6. SMELL[5:23]
作詞：櫻井敦司、作曲・編曲：岡村靖幸
7. Marchen[3:22]
作詞：櫻井敦司、作曲：櫻井敦司・Robin Guthrie (ex. Cocteau Twins)、編曲：Robin Guthrie
8. Fantasy[4:05]
作詞：櫻井敦司、作曲・編曲：CUBE JUICE
9. 胎児[5:25]
作詞：櫻井敦司、作曲・編曲：佐藤タイジ
10. ハレルヤ![5:52]
作詞：櫻井敦司、作曲：村田有希生、編曲：MY WAY MY LOVE
11. 新月[6:14]
作詞：櫻井敦司、作曲・編曲：土屋昌巳
12. 予感 (2004 re-construct)[4:43]
作詞：櫻井敦司、作曲：Ronny Moorings・Anka Wolbert、編曲：XYMOX
13. 惑星[4:02]
作詞：櫻井敦司、作曲：岸田研二、編曲：會田茂一
14. 猫[4:13]
作詞：櫻井敦司、作曲：川瀬昌知、編曲：cloudchair